# Girolamo Stabile

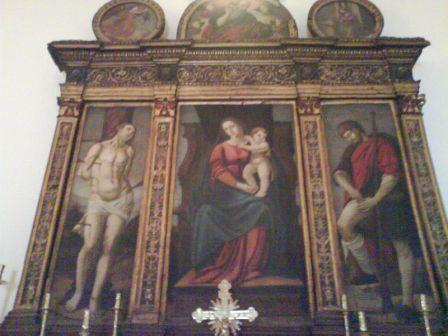
Trittico di Girolamo Stabile ospitato nella chiesa di San Rocco a Formia

Girolamo Stabile (fl. XVI secolo) è stato un pittore italiano, attivo nel XVI secolo nell'Italia meridionale.

## Biografia
Probabilmente originario della provincia di Potenza, non si hanno notizie precise su questo artista. La sua origine lucana viene presupposta in quanto in questa città, negli stessi anni, operava il pittore Antonio Stabile, con cui però non sono documentati legami di parentela né vi sono sufficienti riscontri di affinità stilistica tra le rispettive opere che consentano di stabilire eventuali collegamenti.

## Opere
Ha realizzato il Polittico di San Rocco ospitato nella chiesa quattrocentesca di San Rocco a Formia (in provincia di Latina). Nella notte tra il 24 e il 25 febbraio 2017 alcune tavole dell'opera sono state trafugate dalla chiesa; per motivi di sicurezza, la parte restante dell'opera spostata nei locali della chiesa di Sant'Erasmo. Le tavole mancanti sono state recuperate dai Carabinieri nel marzo 2018 in Costiera amalfitana..